# Robert Serry

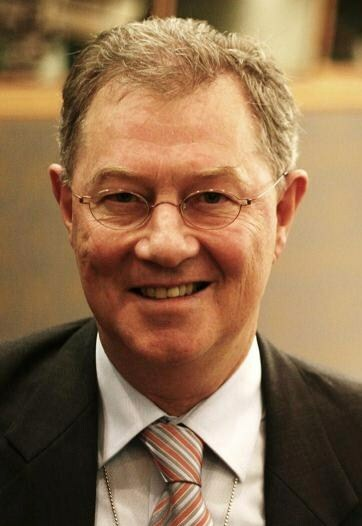
Robert Serry (2009)

Robert H. Serry (* 1950 in Kalkutta) ist ein niederländischer Diplomat. Er war Botschafter in Irland und der Ukraine und war von 2007 bis 2015 für die Vereinten Nationen als Sonderkoordinator für den Nahost-Friedensprozess tätig.

## Leben

### Diplomatischer Dienst der Niederlande
Serry studierte Politologie an der Universität von Amsterdam und arbeitete danach als Diplomat in Bangkok, Moskau und New York (bei den Vereinten Nationen).
Er leitete von 1986 bis 1992 die Abteilung 'Midden-Oosten' im niederländischen Außenministerium (damals regierten Kabinette unter Ruud Lubbers, siehe auch Liste der niederländischen Außenminister). Zusammen mit Max van der Stoel betrieb Serry „stille Diplomatie“ zwischen Israel und den Palästinensern.
Im Kader des turnusmäßigen niederländischen Vorsitzes in der EU war er 1991 an Entwicklungen beteiligt, die im November 1991 zur Madrider Konferenz führten.
Nach dem Zerfall der Sowjetunion war er von 1992 bis 1996 der erste niederländische Botschafter in der Ukraine. 1997 schrieb er ein Buch über seine Erfahrungen als Botschafter mit dem Titel Standplaats Kiev, das in niederländischer und ukrainischer Sprache erschien.

### NATO
Von 1996 bis 2005 arbeitete Serry als Krisenmanager bei der NATO. Von 2001 bis 2005 war er stellvertretender Assistant-Generalsekretär mit Zuständigkeit für Krisenmanagement und Operationen insbesondere auf dem Balkan und in Afghanistan.
Bei den Niederländischen Parlamentswahlen im November 2006 kandidierte er auf der Liste der niederländischen Partij van de Arbeid erfolglos auf Platz Nr. 48. 

### Vereinte Nationen
Am 29. November 2007 wurde Serry UN-Sonderkoordinator für den Nahost-Friedensprozess. Damit repräsentierte er die UN im Nahost-Quartett (EU, USA, Russland und UN), das den Frieden in dieser Region vorantreiben soll.
An Ostern 2014 setzte sich Serry für die Rechte der christlichen Palästinenser ein. Das israelische Außenministerium warf ihm daraufhin „mangelndes Urteilsvermögen“ vor.
Anfang März 2014 wurde Serry wegen seiner Kenntnisse und Beziehungen als ehemaliger Botschafter als UN-Sonderberater zur Vermittlung im Konflikt zwischen Russland und der Ukraine auf die Krim entsandt, wo er aber von bewaffneten pro-russischen Milizionären bedroht und zum Verlassen des Landes gezwungen wurde, worauf er seine Mission abbrechen musste.

### European Institute of Peace
Im Januar 2020 wurde Robert Serry Leitender Berater beim European Institute of Peace (EIP), wo er die Führung der Ukraine-Russia Dialogue Initiative übernahm.

## Privates
Serry ist verheiratet und hat drei Kinder.

## Schriften
- Robert Serry: Standplaats Kiev: Nederlands eerste ambassadeur in Oekraïne. Podium, Amsterdam 1997, ISBN 90-5759-021-2.